# Михаило (надбискуп)
Михаило  , надбискуп је у Бару у периоду од 1282. до 1298 . године. У Риму је боравио 1291. године, када му је папа Никола Четврти у посланици дао налог да изабере бикупа Сарде. Претпоставља се да је умро 1298. године.